# Henryk Gralka
Henryk Gralka (ur. 26 lipca 1931, zm. 13 stycznia 2012) – polski inżynier, związany z Sanokiem, działacz hokeja na lodzie.

## Życiorys

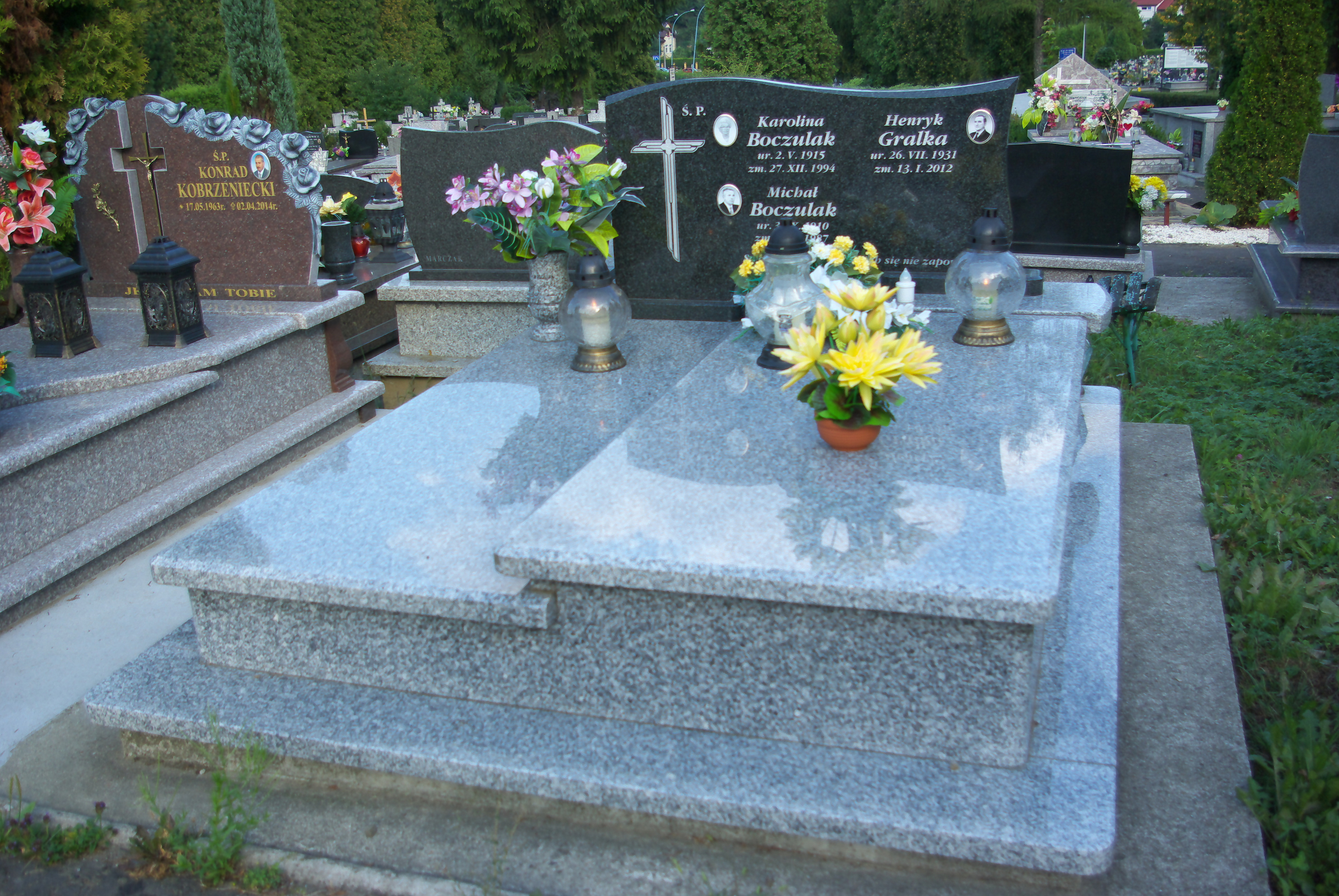
Miejsce pochówku Henryka Gralki

Henryk Gralka urodził się w 1931. W latach 50. był funkcjonariuszem SB. Uzyskał tytuł inżyniera. Był zatrudniony w Sanockiej Fabryce Autobusów „Autosan” w Sanoku na stanowisku szefa produkcji i szefa służby kontroli jakości. Zasiadał w zarządzie klubu sportowego Stal Sanok (w 1980 wybrany wiceprezesem ds. wychowawczych). Od 1969 do 1982 pełnił funkcję prezesa sekcji hokeja na lodzie klubu. Był kierownikiem drużyny hokejowej Stali, gdy drużyna w 1971 uzyskała awans do ówczesnej II ligi. W sezonie 1975/1976 zespół uzyskał historyczny awans do I ligi. W 1975 Henryk Gralka obchodził jubileusz 25-lecia pracy zawodowej. W maju 1981 został wybrany do komisji rewizyjnej przy Komitecie Miejskim PZPR w Sanoku.
Od 2001 do 2009 był wspólnikiem Przedsiębiorstwa Przemysłu Drzewnego „Woodex” sp. z o. o. w Nowym Łupkowie.
Był żonaty z Krystyną. W 2007 oboje obchodzili małżeńskie złote gody i z tej okazji zostali przyjęci przez burmistrza Sanoka.
Zmarł 13 stycznia 2012. Został pochowany na Cmentarzu Centralnym w Sanoku.

## Odznaczenia
- Krzyż Kawalerski Orderu Odrodzenia Polski (1979)[18].
- Złoty Krzyż Zasługi (1974)[19].
- Srebrna Odznaka „Za zasługi dla rozwoju przemysłu maszynowego” (1976)[20].
- Odznaka „Zasłużony dla Sanoka” (1978)[21].